# Margo Toto
Margo Toto is een bestuurslaag in het regentschap Lampung Timur van de provincie Lampung, Indonesië. Margo Toto telt 5730 inwoners (volkstelling 2010).